# 德國十字勳章
德国十字勋章（德語：Deutsches Kreuz）是由阿道夫·希特勒于1941年9月28日制定的。
德国十字勋章分为五百种，分别是授予多次展现无畏精神建功之战斗人员的金质德国十字勋章及作出杰出贡献的非战斗人员之银质德国十字勋章。在地位上，金质德国十字勋章高於一级铁十字勋章而低於骑士铁十字勋章；而银质德国十字勋章则高於带剑一级战功十字勋章而低於带剑骑士战功十字勋章。